# Laguna Petrel
La laguna Petrel es un cuerpo de agua ubicado en la playa de Pichilemu, en la región de O'Higgins, Chile, frente a la estación ferroviaria de Pichilemu.

## Ubicación y descripción
Posee gran cantidad de sedimentos, lo que, junto a su hidrología mediterránea, determina que en la época seca (octubre - mayo) se forme una barra que bloquea su desembocadura al mar adyacente, conformándose una laguna. Durante la temporada lluviosa (junio - septiembre), dicha boca se abre nuevamente con las crecidas estacionarias. Debido a ello, contiene un alto porcentaje de agua de mar.
Habitan en la laguna una treintena de especies de aves, entre las que destacan ejemplares de yeco, zarapito, playero blanco, chorlo chileno, gaviota dominicana, perrito o tero y pilpilén.
Tiene una superficie de aproximadamente 25 hectáreas (0,25 km²) es visto como un ensanchamiento del lecho del estero Petrel. Con mar gruesa la barrera se abre y entra agua marina a la laguna.
Su profundidad es de 1,1 m en promedio y su volumen es de 0,165 Hm, en periodo pre-lluvias.: 193 
Hay un pequeño islote de aproximadamente 42.000 metros cuadrados (4,2 hectáreas) formado cerca de la orilla sur de la laguna, actualmente cubierto por un bosque de arbustos.

## Historia
Su nombre proviene de la hacienda San Antonio de Petrel, de la cual formaba parte.
Francisco Solano Asta-Buruaga y Cienfuegos escribió en 1899 en su obra póstuma Diccionario Geográfico de la República de Chile sobre el poblado:
Petrel.-—Caserío corto contiguo á un fundo de su nombre situados en el departamento de San Fernando á 18 kilómetros al E. del puerto de Pichilemo, al cual y á la marisma inmediata se han dado igual denominación ó San Antonio de Petrel. Este último nombre es tomado del que se da á cierta avecilla de mar, que vuela tocando con los pies el agua, con alusión al apóstol San Pedro por la tradición de haber andado sobre el lago Genezaret ó mar de Galilea.
Luis Risopatrón la describe como una marisma en su Diccionario Jeográfico de Chile de 1924:: 661 
Petrel (Marisma de). 34° 25' 71° 58' Tiene 1 200 m de largo, es de aguas salobres, abundantes en peces i se encuentra de ordinario comunicada con las aguas de la rada de Pichilemu, a corta distancia al E de ella. 1, xi, p. 20; i 155, p. 544; i laguna en 62, n, p. 66.

## Población, economía y ecología
Hasta 2009, la laguna Petrel era un depósito de las aguas servidas de Pichilemu. En esa fecha, el Gobierno Regional de O'Higgins aprobó el proyecto para la instalación de una planta de tratamiento de aguas, lo que propició la limpieza de la laguna y la llegada de aves y animales al lugar, conformándose un ecosistema de humedal costero.
En 2021, la laguna Petrel fue declarada por el Ministerio del Medio Ambiente como un humedal urbano protegido, con el objeto de resguardar sus características ecológicas y su funcionamiento.

### Estado trófico
La eutrofización es el envejecimiento natural de cuerpos lacustres (lagos, lagunas, embalses, pantanos, humedales, etc.) como resultado de la acumulación gradual de nutrientes, un incremento de la productividad biológica y la acumulación paulatina de sedimentos provenientes de su cuenca de drenaje.: 4  Su avance es dependiente del flujo de nutrientes, de las dimensiones y forma del cuerpo lacustre y del tiempo de permanencia del agua en el mismo.: 24  En estado natural la eutrofización es lenta (a escala de milenios), pero por causas relacionadas con el mal uso del suelo, el incremento de la erosión y por la descarga de aguas servidas domésticas entre otras, puede verse acelerado a escala temporal de décadas o menos.: 4  Los elementos y propiedades característicos del estado trófico son fósforo, nitrógeno, turbiedad, DBO5 y clorofila. Una medición objetiva y frecuente de esos elementos y características es necesaria para la aplicación de políticas de protección del medio ambiente. 
La clasificación trófica nombra la concentración de esos elementos bajo observación (de menor a mayor concentración): ultraoligotrófico, oligotrófico, mesotrófico, eutrófico, hipereutrófico. Ese es el estado trófico del elemento en el cuerpo de agua. Los estados hipereutrófico y eutrófico son estados no deseados en el ecosistema, debido a que los bienes y servicios que nos brinda el agua (bebida, recreación, entre otros) son más compatibles con lagos de características ultraoligotróficas, oligotróficas o mesotróficas.: 14 
En una investigación del año 2018, la laguna Petrel, presenta en su suspensión de clorofilia una condición de hipereutrofia durante el verano y eutrófico para primavera, lo anterior, principalmente en la superficie.: 38 